# La borsa e la vita (saggio)
(Jacques Le Goff, explicit di La borsa e la vita: dall'usuraio al banchiere)
La borsa e la vita: dall'usuraio al banchiere (La bourse et la vie. Economie et religion au Moyen Age, 1986) è un saggio dello storico francese Jacques Le Goff sullo sdoganamento ideologico dell'usura nel XIII secolo da parte della Chiesa cristiana. Si tratta della svolta che apre la strada al capitalismo occidentale. 

## Prospettiva metodologica
In contrasto col presupposto della storiografia marxista che considera la struttura economica come unico motore della storia, Le Goff dimostra come ad aprire la strada allo sviluppo del capitalismo sia stata una svolta di tipo culturale e ideologico, dal momento che i fenomeni che noi oggi consideriamo “economici” non avevano nel Medioevo nessuna specificità e si inserivano in un sistema di pratiche e relazioni di tipo religioso. In una società come quella medievale, in cui ogni forma di coscienza è coscienza religiosa, gli ostacoli alla nascita del capitalismo erano in primo luogo ideologici, cioè religiosi e culturali.

## L'usura come peccato
Il problema dell'usura si impone nel XIII secolo quando il diffondersi dell'economia monetaria generalizza pratiche che contrastano col Cristianesimo. 
L'evangelista Luca è il riferimento scritturale più importante per la condanna dell'usura: il passo “fate del bene e prestate senza sperare nulla” (Lc 6, 34-35) traduce la nozione romana di mutuum, cioè di prestito che deve rimanere gratuito, e il concetto di operazione che implica il tempo. L'evangelista Matteo raccomanda di non servire contemporaneamente Dio e Mammona. Altro riferimento costante è Carlo Magno, che proibisce l'usura ai chierici e ai laici nel 789. Fino al XII secolo, quindi, il prestito ad interesse fu essenzialmente nelle mani di ebrei, a cui venivano proibite la maggior parte delle attività produttive. L'usura è più di una colpa, è un peccato: 
- l'usuraio è un ozioso, peccato gravissimo se si considera che guadagnarsi il pane col sudore della fronte è esplicitamente comandato dalla Chiesa perché il lavoro è innanzitutto punizione per il peccato originale. Nel corso del XIII secolo, però, il lavoro viene progressivamente valorizzato dalla dottrina cristiana come collaborazione all'opera del Creatore fino a diventare riscatto individuale e collettivo, cioè salvezza. L'usuraio allora diventa un peccatore particolarmente biasimevole perché diserta il cammino collettivo della salvezza; la sua unica possibilità di redenzione è la restituzione di tutti i guadagni male ottenuti.

- l'usura è un furto, particolarmente turpe perché ruba a Dio. L'usuraio, vendendo il tempo che intercorre tra il prestito e il rimborso, vende ciò che non appartiene a lui, ma a Dio. In questo gli usurai sono accomunati ai nuovi intellettuali che, agli inizi del XIII secolo, incominciano ad insegnare al di fuori dei monasteri e delle cattedrali: la scienza, al pari del tempo, è di Dio.

- l'usura, poiché produce profitto in ogni momento della linea temporale che va dal prestito alla restituzione, è un’offesa alla scansione temporale del lavoro e del riposo domenicale stabilito da Dio con la creazione.

- l'usura è un peccato contro natura, cioè contro la natura improduttiva del denaro che è stato inventato per gli scambi. L'usura non è l'esazione di qualsiasi interesse, ma la riscossione di un interesse in operazioni che non debbono dar luogo ad un interesse, cioè laddove non vi è produzione o trasformazione materiale di beni concreti. Nel Medioevo la transazione non è orientata alla razionalità capitalistica dell'accumulazione, ma allo scambio di beni equivalenti: lo scambio inizia con un dono che presuppone un contro-dono economicamente equivalente. Unico scopo della transazione è stringere la rete di relazioni cristiane e rafforzare il legami di reciprocità. Nel Medioevo la transazione “economica” ha fini essenzialmente materiali ed è incastrata in un regime di esperienza (rapporti sociali, pratiche e valori) che non è di per se stesso economico.

## Il Purgatorio come promessa di salvezza per l'usuraio
Il Purgatorio è la figura del compromesso che il Cristianesimo occidentale stipula, nel corso del XIII secolo, tra le esigenze della religione e le spinte dell'economia e che, riabilitando in certe forme l'usura, apre la strada al capitalismo. Grazie al Purgatorio l'usuraio può godersi la borsa in terra e sperare nella vita eterna. Le svolte culturali che portano a questa apertura dottrinale sono: 
- l'individualizzazione della colpa ed etica del pentimento: Nell'Alto Medioevo la cristianizzazione delle masse rimane superficiale e si appoggia al sistema di riti e credenze pagane. Chierici e laici vivono due ordini di esperienza diversi: i primi nel disprezzo del mondo, i secondi in un modo lontano da Dio, fatto di guerre, carestie e malattie. Sul modello delle leggi barbariche, agli atti peccaminosi corrispondono precise penitenze codificate in tabelle dette penitenziali. Tra la fine dell'XI e l'inizio del XII secolo una vera e propria rivoluzione sociale e culturale mette al centro invece la questione della colpa e l'interiorizzazione del peccato: la figura del diavolo, originaria dell'Oriente, viene istituzionalizzata dalla Chiesa (1000 ca.) e polarizza l'immaginario simbolico medievale. La gravità del peccato si misura sulla base dell'intenzione del peccatore, delle circostanze, della sua situazione familiare, sociale e professionale. La nuova ratio della penitenza non è punire una colpa, ma mondare una persona. Il confessore deve tenere conto di tutti i parametri individuali; il penitente deve procedere all'esame di coscienza: è l'inizio della modernità psicologica. Il Concilio Lateranense IV (1215) stabilisce l'obbligo della confessione che, da collettiva, pubblica e riservata ai peccati più gravi, diviene individuale e privata.

- l'istituzionalizzazione del Purgatorio: quella del Purgatorio nasce come credenza popolare e semipagana dalla speranza che la sorte dei defunti non sia definitivamente stabilita con la morte e che le preghiere e le offerte dei viventi possano aiutarli a sfuggire all'inferno o a ricevere un trattamento più mite. Tra l'XI e il XIII secolo, la Chiesa istituzionalizza il Purgatorio per offrire un'alternativa all'opposizione semplicistica tra Paradiso e Inferno. La svolta si inserisce in quel processo di interiorizzazione del sentimento religioso che, facendo appello al pentimento e alla conversione interiore, apre nuovi margini di azione per la salvezza.

- l'imporsi nella società cristiana del valore del rischio economico: il pericolo di perdere il capitale prestato, per insolvenza o malafede del debitore, o il danno dovuto ad un ritardo nel rimborso, o ancora l'impedimento di un maggior profitto che l'usuraio avrebbe potuto avere investendo il denaro prestato, giustificano la riscossione di un interesse a titolo di indennità.

## Dagli usurai ai banchieri
Secondo Le Goff la distinzione tra mercanti-banchieri e usurai si consoliderà nel corso del XIV e soprattutto del XV secolo, ma non è ancora presente nel XIII secolo: il mercante del XIII secolo, che ha molte difficoltà a farsi riconoscere tra i mestieri rispettabili, è sempre in odore di usura. Del resto gli usurai che compaiono nell'Inferno di Dante Alighieri sono storicamente noti come mercanti e talvolta come mercanti-banchieri (Gianfigliazzi, Obriachi, Scrovegni di Padova).